# Shawn Levy
Shawn Adam Levy (Montreal, 23 de julho de 1968) é um diretor, produtor e ator canadense. Também é fundador da 21 Laps Entertainment. Ele trabalhou em vários gêneros e talvez seja mais conhecido como o diretor da franquia de filmes Night at the Museum e produtor principal da série Stranger Things, da Netflix.
Após os primeiros trabalhos como diretor de televisão, Levy ganhou reconhecimento nos anos 2000 por dirigir filmes de comédia como Big Fat Liar e Just Married antes de dirigir as franquias de filmes Cheaper by the Dozen, The Pink Panther e Night at the Museum. No início de 2010, ele dirigiu filmes como Date Night e Real Steel, desenvolveu vários pilotos de comédia para a televisão e foi produtor executivo da sitcom Last Man Standing. Levy foi considerado produtor do filme de ficção científica Arrival de 2016, que lhe rendeu uma indicação ao Oscar de melhor filme.
Desde 2016, Levy é produtor executivo da série Stranger Things. Ele dirigiu o terceiro e o quarto episódios de cada uma das quatro temporadas da série. Ele também trabalhou na futura minissérie da Netflix, All the Light We Cannot See. Mais recentemente, ele colaborou com Ryan Reynolds ao dirigir Free Guy (2021), The Adam Project (2022) e Deadpool & Wolverine (2024).

## Biografia
Levy nasceu em uma família judia com dois irmãos, Rob e Debby, em Montreal, Quebec. Quando adolescente, ele frequentou a St. George's High School em Montreal e treinou no Stagedoor Manor Performing Arts Training Center no Catskills de Nova York. Seguindo a carreira de ator, ele frequentou o programa de artes cênicas da Universidade de Yale, graduando-se em 1989; durante seu tempo lá, ele se interessou por dirigir e, posteriormente, mudou-se para Los Angeles para estudar direção de cinema. Ele recebeu um MFA da USC School of Cinematic Arts em 1994.

## Carreira

### 1985–1994: Início da carreira e educação
Levy começou sua carreira profissional enquanto cursava graduação e pós-graduação em meados da década de 1980 até meados da década de 1990. Enquanto estudava artes cênicas, estreou como ator em Zombie Nightmare (1987), filme de terror de baixo orçamento no qual interpretou o personagem Jim Bratten, líder de um grupo de adolescentes. O filme é mais conhecido por ser apresentado em um episódio de Mystery Science Theater 3000. Ele também apareceu no filme de 1988, Liberace: Behind the Music.
Posteriormente, ele buscou seu MFA em produção, durante o qual continuou a atuar como convidado em 21 Jump Street e um papel recorrente em Beverly Hills, 90210. Desde então, ele atuou em pequenos papéis principais e participações especiais, bem como em 30 Rock como o produtor de TV, Scottie Shofar.

### 1995–2014: Carreira na direção e 20th Century Fox
Até o final da década de 1990, Levy trabalhou principalmente como diretor de televisão de dramas adolescentes, como The Secret World of Alex Mack e Animorphs, da Nickelodeon. Ele foi o diretor principal e produtor executivo (temporada 3) do programa The Famous Jett Jackson (1998–2002) e seu filme complementar (2001).
Ele fez sua estreia na direção de longas-metragens em 1997 com os filmes Address Unknown e Just in Time. Seguido pela comédia adolescente Big Fat Liar (2002), seu primeiro lançamento nos cinemas, e a comédia romântica Just Married (2003), que arrecadou mais de 100 milhões de dólares nas bilheterias. Pelo restante da década, Levy trabalhou com sucesso em filmes familiares de grande orçamento, como dirigir Cheaper by the Dozen (2003), The Pink Panther (2006) e a franquia Night at the Museum (2006–2014)—e produziu todas as sequencias. O primeiro filme Night at the Museum foi o projeto de maior sucesso comercial de Levy e um dos filmes de maior bilheteria de 2006. Durante esse tempo, ele também produziu os filmes What Happens in Vegas e The Rocker, em 2008, e foi o produtor executivo da série de comédia dramática Pepper Dennis (2006).
Levy dirigiu e produziu a comédia Date Night (2010), estrelada por Steve Carell e Tina Fey. No mesmo ano, começou a dirigir o drama de ficção científica Real Steel (2011), estrelado por Hugh Jackman. Com produção executiva de Steven Spielberg, o filme recebeu críticas mistas e foi indicado ao Oscar de Melhores Efeitos Visuais.
Em meados dos anos 2000, Levy e sua empresa 21 Laps assinaram um contrato de produção com a 20th Century Fox; foi renovado em 2010. Após este acordo, Levy criou uma nova empresa de televisão com Marty Adelstein na 20th Century Fox TV para desenvolver séries de comédia. Levy e a 21 Laps estiveram com a empresa até 2020. Desde 2011, ele é o produtor executivo da sitcom de Tim Allen, Last Man Standing. Ele também foi produtor executivo das sitcoms da ABC, Cristela (2014–2015) e Imaginary Mary (2017). Os projetos de filmes com a FOX incluem The Watch (dirigido por Akiva Schaffer) de 2012, com Ben Stiller, Vince Vaughn e Jonah Hill, a comédia The Internship (2013), Night at the Museum: Secret of the Tomb (2014), Why Him? (2016), e The Darkest Minds (2018).
Fora da 20th Century Fox, Levy trabalhou para expandir o alcance da 21 Laps fora principalmente das comédias para a família; isso incluiu a produção do drama da A24, The Spectacular Now (2013), a comédia dramática This Is Where I Leave You (2014), e o filme de ficção científica vencedor do Oscar, Arrival (2016). Por seu papel em Arrival, Levy foi indicado ao Oscar de melhor filme.

### 2015–presente: Stranger Things e Netflix
Ele foi anunciado para dirigir a adaptação cinematográfica da série de videogames Uncharted, seguindo David O. Russell e Neil Burger. Joe Carnahan trabalhou com Levy para produzir o roteiro do filme, mas Levy deixou o projeto em 19 de dezembro de 2018. Levy foi contratado para produzir um filme baseado série infantil Sesame Street, que será o terceiro filme da série após Sesame Street Presents: Follow That Bird e The Adventures of Elmo in Grouchland, e o primeiro em mais de duas décadas.
Em dezembro de 2017, a Netflix anunciou um contrato de 4 anos com Levy. Devido ao sucesso das temporadas de Stranger Things, ele criará projetos de TV exclusivamente para a empresa de streaming de entretenimento. Em 2020, a 21 Laps estendeu seu contrato com a Netflix e assinou um contrato inicial. Em 2021, Levy produziu a adaptação cinematográfica do romance de terror There's Someone Inside Your House, de Stephanie Perkins, sob seu selo 21 Laps Entertainment, ao lado do estúdio Atomic Monster, de James Wan, para a Netflix. Ao lado de Eric Heisserer, ele também produziu a série Shadow and Bone (2021), da Netflix, uma adaptação da série de livros de fantasia The Grisha Trilogy e Six of Crows Duology, sob o contrato da Netflix com a 21 Laps. Levy dirigiu The Adam Project para Netflix, estrelado por Ryan Reynolds no papel principal.
Em fevereiro de 2022, foi anunciado que Levy dirigiria Backwards para a Netflix. Em março de 2022, foi anunciado que Levy dirigiria Deadpool & Wolverine para a Marvel Studios. Em novembro de 2022, Levy entrou em negociações para dirigir um filme de Star Wars para a Lucasfilm, após a conclusão de seu trabalho em Deadpool & Wolverine e a quinta e última temporada de Stranger Things.

## Vida pessoal
Levy e sua esposa Serena Levy têm quatro filhas juntos. Após muitos anos morando em Los Angeles, a família Levy mudou-se para Manhattan no início dos anos 2020. Desde 2009, ele também mantém uma casa na comunidade Hudson Valley de New Paltz, Nova York.

## Filmografia

### Filmes
| Ano  | Título                                         | Diretor | Produtor | Notas |
| ---- | ---------------------------------------------- | ------- | -------- | ----- |
| 1997 | Address Unknown                                | Sim     | Não      |       |
| 1997 | Just in Time                                   | Sim     | Não      |       |
| 2002 | Big Fat Liar                                   | Sim     | Não      |       |
| 2003 | Just Married                                   | Sim     | Não      |       |
| 2003 | Cheaper by the Dozen                           | Sim     | Não      |       |
| 2006 | The Pink Panther                               | Sim     | Não      |       |
| 2006 | Night at the Museum                            | Sim     | Sim      |       |
| 2009 | Night at the Museum: Battle of the Smithsonian | Sim     | Sim      |       |
| 2010 | Date Night                                     | Sim     | Sim      |       |
| 2011 | Real Steel                                     | Sim     | Sim      |       |
| 2013 | The Internship                                 | Sim     | Sim      |       |
| 2014 | This Is Where I Leave You                      | Sim     | Sim      |       |
| 2014 | Night at the Museum: Secret of the Tomb        | Sim     | Sim      |       |
| 2021 | Free Guy                                       | Sim     | Sim      |       |
| 2022 | The Adam Project                               | Sim     | Sim      |       |
| 2024 | Deadpool & Wolverine                           | Sim     | Sim      |       |

#### Apenas como produtor
| Ano  | Título                                                     | Diretor                   | Notas |
| ---- | ---------------------------------------------------------- | ------------------------- | --- |
| 2001 | I Saw Mommy Kissing Santa Claus                            | John Shepphird            | |
| 2005 | Cheaper by the Dozen 2                                     | Adam Shankman             | |
| 2008 | What Happens in Vegas                                      | Tom Vaughan               | |
| 2008 | The Rocker                                                 | Peter Cattaneo            | |
| 2009 | The Pink Panther 2                                         | Harald Zwart              | Produtor executivo |
| 2012 | The Watch                                                  | Akiva Schaffer            | |
| 2013 | The Spectacular Now                                        | James Ponsoldt            | |
| 2014 | Alexander and the Terrible, Horrible,No Good, Very Bad Day | Miguel Arteta             | |
| 2016 | Arrival                                                    | Denis Villeneuve          | Indicado – Academy Award de Melhor filme Indicado – AACTA International Award de Melhor filme Indicado – BAFTA Award de Melhor filme |
| 2016 | Why Him?                                                   | John Hamburg              | |
| 2017 | Fist Fight                                                 | Richie Keen               | |
| 2017 | Table 19                                                   | Jeffrey Blitz             | |
| 2018 | The Darkest Minds                                          | Jennifer Yuh Nelson       | |
| 2018 | Kin                                                        | Jonathan Baker Josh Baker | |
| 2020 | The Violent Heart                                          | Kerem Sanga               | |
| 2020 | Love and Monsters                                          | Michael Matthews          | |
| 2021 | There's Someone Inside Your House                          | Patrick Brice             | |
| 2022 | Cheaper by the Dozen                                       | Gail Lerner               | Produtor executivo |
| 2022 | Rosaline                                                   | Karen Maine               | |
| 2022 | Night at the Museum: Kahmunrah Rises Again                 | Matt Danner               | |
| 2023 | The Boogeyman                                              | Rob Savage                | |
| TBA  | Crater                                                     | Kyle Patrick Alvarez      | |

### Televisão
| Ano          | Título                        | Diretor | Produtor executivo | Notas                           |
| ------------ | ----------------------------- | ------- | ------------------ | ------------------------------- |
| 1996–1998    | The Secret World of Alex Mack | Sim     | Não                | 6 episódios                     |
| 1997–1998    | The Journey of Allen Strange  | Sim     | Não                | 3 episódios                     |
| 1998–1999    | Lassie                        | Sim     | Não                | 4 episódios                     |
| 1998         | First Wave                    | Sim     | Não                | Episódio: "Marker 262"          |
| 1998–1999    | Animorphs                     | Sim     | Não                | 5 episódios                     |
| 1998–2001    | The Famous Jett Jackson       | Sim     | Sim                | 47 episódios                    |
| 1999         | So Weird                      | Sim     | Não                | 2 episódios                     |
| 2000         | In a Heartbeat                | Sim     | Não                | 2 episódios                     |
| 2001         | Jett Jackson: The Movie       | Sim     | Sim                | Telefilme                       |
| 2002         | Do Over                       | Sim     | Não                | Episódio: "The Block Party"     |
| 2002         | Birds of Prey                 | Sim     | Não                | Episódio: "Nature of the Beast" |
| 2006         | Pepper Dennis                 | Sim     | Sim                | Dirigiu o piloto                |
| 2016         | Unbreakable Kimmy Schmidt     | Sim     | Não                | Episódio: "Kimmy Drives a Car!" |
| 2016–present | Stranger Things               | Sim     | Sim                | 8 episódios                     |
| 2017         | Imaginary Mary                | Sim     | Sim                | 2 episódios                     |
| TBA          | All the Light We Cannot See   | Sim     | Sim                | Minissérie                      |

#### Apenas como produtor executivo
- Last Man Standing (2011–2016)
- Cristela (2014)
- I Am Not Okay with This (2020)
- Dash & Lily (2020)
- Unsolved Mysteries (2020)
- Shadow and Bone (2021–presente)
- Lost Ollie (2022)
- Real Steel (TBA)

### Como ator
| Ano       | Título                                         | Personagem                 | Notas                                          |
| --------- | ---------------------------------------------- | -------------------------- | ---------------------------------------------- |
| 1986      | Zombie Nightmare                               | Jim Bratten                |                                                |
| 1987      | Wild Thing                                     | Paul                       |                                                |
| 1988      | Liberace: Behind the Music                     | Glenn                      |                                                |
| 1988      | The Kiss                                       | Terry O'Connell            |                                                |
| 1989      | China Beach                                    | Tenente                    | Episódio: "Dear China Beach"                   |
| 1989–1990 | Tour of Duty                                   | SP4 Budd Sills             | 2 episódios                                    |
| 1990      | 21 Jump Street                                 | Lance                      | Episódio: "Awomp-Bomp-Aloobomb, Aloop Bamboom" |
| 1990      | Lifestories                                    | Luke Conforti              | Episódio: "Art Conforti"                       |
| 1991      | Our Shining Moment                             | J.J.                       |                                                |
| 1993      | Beverly Hills, 90210                           | Howard Banchek             | 2 episódios                                    |
| 1993      | Step by Step                                   | Daniel                     | Episódio: "Way Off-Broadway"                   |
| 1993      | Made in America                                | Dwayne                     |                                                |
| 1997      | Address Unknown                                |                            |                                                |
| 1997      | Just in Time                                   | Fotógrafo                  |                                                |
| 2000      | The Famous Jett Jackson                        | Produtor                   | 3 episódios                                    |
| 2002      | Big Fat Liar                                   | Convidado da festa do Wolf |                                                |
| 2003      | Cheaper by the Dozen                           | Repórter de imprensa       |                                                |
| 2005      | Cheaper by the Dozen 2                         | Estagiário hospitalar      |                                                |
| 2009      | 30 Rock                                        | Scottie Shofar             | Episódio: "The Problem Solvers"                |
| 2009      | Night at the Museum: Battle of the Smithsonian | cara no comercial          |                                                |
| 2013      | The Internship                                 | Cara no Nap Pod            |                                                |
| 2016      | Stranger Things                                | funcionário do necrotério  | Episódio: "Chapter Four: The Body"             |
| 2021      | All Too Well: The Short Film                   | O pai dela                 | Curta-metragem                                 |

## Prêmios e indicações
| Ano  | Cerimônia                              | Prêmio                                             | Trabalho        | Result   |
| ---- | -------------------------------------- | -------------------------------------------------- | --------------- | -------- |
| 2017 | 28th Producers Guild of America Awards | Best Theatrical Motion Pictures                    | Arrival         | Indicado |
| 2017 | 28th Producers Guild of America Awards | Best Episodic Drama                                | Stranger Things | Venceu   |
| 2017 | 90th Academy Awards                    | Best Picture                                       | Arrival         | Indicado |
| 2017 | 71st BAFTA Film Awards                 | Best Film                                          | Arrival         | Indicado |
| 2017 | 2017 BAFTA Television Awards           | Best International Programme                       | Stranger Things | Indicado |
| 2017 | 69th Primetime Emmy Awards             | Outstanding Drama Series                           | Stranger Things | Indicado |
| 2018 | 29th Producers Guild of America Awards | Outstanding Producer of Episodic Television, Drama | Stranger Things | Indicado |
| 2018 | 70th Primetime Emmy Awards             | Outstanding Drama Series                           | Stranger Things | Indicado |
| 2020 | 72nd Primetime Emmy Awards             | Outstanding Drama Series                           | Stranger Things | Indicado |